# Каца
Каца (англ. katsa), сокращение от кцин исуф (ивр. קצין איסוף‎, «офицер сбора») — сотрудник израильской разведывательной службы Моссад, оперативный офицер и глава разведывательной сети. Его должность является аналогичной должности case officer в ЦРУ. Как правило, в самой структуре может быть не более 30—35 подобных сотрудников, однако они руководят обширной агентурной сетью, насчитывающей десятки тысяч человек.

## Деятельность
По словам бывшего сотрудника Моссада Виктора Островского, сама служба использует от 30 до 35 человек в качестве «каца», которых также называют «групповодами» или руководителями агентурных сетей из тысяч человек, возглавляющими операции в любое время. Закрытость разведывательной службы приводила к созданию множества легенд и слухов о «каца». В частности, в 1977 году во время переговоров Израиля и Шри-Ланки по реализации «Махавели-проекта», связанного с изменением русла реки Махавели и орошением большой площади земель, пресса утверждала, что на переговоры Израиль направил 150 «каца».
Столь малая численность «каца» объясняется тем, что Моссад в мире опирается на помощь представителей обширной еврейской диаспоры, которых называют «сайаны» или «сайаним» (ивр. סייענים‎, «помощники») — концепцию использования сайанов предложил Меир Амит. Роль сайанов могут играть только этнические евреи, не обязательно имеющие израильское гражданство, но лояльные Израилю. Их вербуют для оказания какой-либо помощи разведчику, участвующему в операции: так, сайан может без особых проблем предоставить сотруднику Моссада автомобиль в аренду, снять жильё, оформить кредит в банке или даже при необходимости оказать срочную медицинскую помощь. Поскольку сайаним являются чаще всего неоплачиваемыми помощниками, это сокращает масштаб оперативных расходов Моссада, но позволяет ему не менее эффективно выполнять задания. Им могут лишь компенсироваться их расходы, а сами «каца» могут использовать сайанов и в личных целях. По некоторым данным, один «каца» мог использовать услуги не менее 20 агентов, хорошо их оплачивая (в 1980-е годы один агент получал 3 тысячи долларов в среднем плюс ещё бонус в 3 тысячи долларов).
Для своей работы «каца» использовали разные паспорта, специально изготавливавшиеся для тех или иных операций (начиная от фальшивых паспортов, использовавшихся для вербовки новых разведчиков в Израиле, и заканчивая до безупречных паспортов с легендой того или иного человека, необходимых для заграничной работы). В то же время в случае своего разоблачения «каца», как правило, выдворяется из той страны, где он был пойман. Также за счёт сайанов «каца» получал всё необходимое для операций (материальное имущество, автомобиль, квартиру, документы на имущество и предприятия и т.д.).

## Обучение
Кандидаты на обучение в академии Моссад «Мидраша» (недалеко от Херцлии) проходили предварительные психологические и интеллектуальные тесты, а также участвовали в ряде испытаний на силу воли и выносливость (в том числе психологическую). Успешно прошедшие испытание зачислялись в академию. Помимо овладения разными методами сбора всей необходимой информации и методами вербовки тех или иных людей, разведчики должны были научиться перевоплощаться и создавать разные легенды, поскольку их могли ждать встречи с абсолютно разными людьми в течение одного и того же дня. До 1980-х годов женщины не могли стать «каца», однако под политическим давлением в одну из тест-групп решили взять женщин.
Каждого из будущих «каца» обучали и стрельбе из оружия: традиционным оружием был пистолет Beretta 70, который, однако, они могли использовать не во всех странах для самообороны в связи с разным законодательством об огнестрельном оружии и его хранении. При стрельбе они использовали пули типа «дум-дум». Обучавшиеся в академии проходили стажировки в разных отделах, чтобы познакомиться с принципами работы каждого отдела. Без сдачи экзамена по АПАМ (обеспечение оперативных разведывательных действий) будущий разведчик не имел права даже выезжать за границу.

## Структура
Вербовочной работой и поддержкой всех «катса» занимался отдел «Цомет», позже переименованный в «Мелуха». Его подотделы занимаются обслуживанием резидентур, но не инструктированием или управлением. Глава отдела занимает пост резидента, по рангу в большинстве случаев он находится не ниже начальника сектора, которому организационно подчиняется. Включает отделы:
- Израильская резидентура, она же резидентура на месте. Ведёт разведывательную деятельность на Кипре, в Египте, Греции и Турции. Сотрудников этой разведки называли «прыгунами», поскольку они, работая преимущественно в Тель-Авиве, на пару дней могли выехать в одну из этих стран и дать указания своим подчинённым. По словам Виктора Островского, катса не любили работать в этой резидентуре[9]. Позже включён в сектор «B», а его география расширена и до Испании[14].
- Сектор «B». Включает итальянский (резидентуры в Риме и Милане) и немецкий подотделы (резидентура в Гамбурге)[14].
- Сектор «C». Включает подотделы стран Бенилюкса, Скандинавии (резидентуры в Брюсселе и Копенгагене), британский (резидентура в Лондоне) и французский подотделы (резидентуры в Париже и Марселе)[14].

В ливанской резидентуре Моссада, известной как «подлодка», при самой численности резидентуры в 10 человек постоянно работали от 7 до 8 «катса» (в том числе один или два из подразделения 504).
Три активных «катса» (самые опытные разведчики Моссада) обычно работают в секретном подразделении «Аль», которое проводит разведывательные операции в США при том, что формально Моссаду запрещалось заниматься там сбором разведданных. Сотрудникам этого подразделения нельзя использовать американские поддельные паспорта, хотя сами «катса» нарушали это правило не раз.

## Известные катса
Среди тех, кто назывался в разных источниках «катса» (офицером разведки) Моссада, упоминаются:
- Виктор Островский — автор книг «Путём обмана[англ.]» и «Обратная сторона обмана»; проработал пять лет в этой должности, прежде чем ушёл из Моссада в знак протеста против их деятельности.
- Эли Коэн — разведчик в Сирии, вошедший в доверие к высшему военно-политическому руководству Сирии в 1960-е годы, позже казнён
- Участники скандальной операции в Лиллехаммере[англ.], в ходе которой погиб официант Ахмед Бучики[англ.][19]:
  - Майк Харари — глава группы, в дальнейшем почётный посол Панамы и советник Мануэля Норьеги[20]
  - Дан Арбель (англ. Dan Aerbel), руководитель парижской резидентуры Моссада[21]
  - Авраам Гемер (англ. Abraham Gehmer), он же Лесли Орбаум (англ. Leslie Orbaum)
  - Цви Штейнберг (англ. Zwi Steinberg)
  - Михаэль Дорф (англ. Michael Dorf)
  - Марианна Гладникофф (англ. Marianne Gladnikoff)
  - Сильвия Рафаэль, она же Патрисия Лесли Роксбер (англ. Patricia Lesley Roxburgh)
  - Ангелус Аскари (англ. Angelus Askari), он же «Призрак» (англ. Ghost)
- Йегуда Гил, участник операции «Сфинкс», в ходе которой были установлены сведения о сооружении атомных реакторов в Ираке, уничтоженных позже в ходе авианалёта ВВС Израиля[22]; сотрудник брюссельской резидентуры[23], участник операции «Моисей» по эвакуации евреев из Судана в Израиль[24]
- Шан Каули, сотрудник миланской резидентуры Моссада; участник операции в Риме против террористов ООП (январь 1973 года), намеревавшихся сбить самолёт с Голдой Меир из ПЗРК «Стрела»[25]
- Марк Хесснер, руководитель римской резидентуры Моссада[25]
- Орен Рифф, сотрудник парижской резидентуры Моссада, офицер связи Моссада при Голде Меир[13]; участвовал в вербовке Мишеля Мукарбеля, связного «Чёрного сентября», и поиске Ильича Рамиреса Санчеса (он же «Карлос»)[16]
- Йоси Коэн, директор Моссада в 2016—2021 годах[26]
- Рафаэль Эйтан, один из участников похищения Адольфа Эйхмана[18]
- Ури Динур, ответственный за резидентуру «Аль» в США; в 1979 году участвовал в операции, которая сорвала переговоры Менахема Бегина и Ясира Арафата. Это вызвало грандиозный скандал с участием президента США Джимми Картера, еврейской общины США и чернокожего населения США (Эндрю Янг, представитель США в ООН)[18].

## В культуре
Среди сотрудников Моссада долгое время ходила шутка, что настоящего «каца» можно узнать по трём «S»: чемодану Samsonite, дневнику в кожаном переплёте Seven Star и часам Seiko.